# Бенедикт Хеведес
Бенедикт Хеведес (29. фебруар 1988) бивши је немачки фудбалер. На репрезентативном плану, освојио је Светско првенство 2014. са Немачком, где је био један од само тројице играча који су одиграли сваки минут на такмичењу. Хеведес описује себе као мулти функционалног одбрамбеног играча, јер може да игра на месту штопера, али и левог или десног бека.

## Успеси

### Клупски
Шалке
- Куп Немачке: 2010/11.
- Суперкуп Немачке: 2011.

Јувентус
- Серија А: 2017/18.
- Куп Италије: 2017/18.

Локомотива Москва
- Куп Русије: 2018/19.
- Суперкуп Русије: 2019.

### Репрезентативни
Немачка
- Светско првенство: 2014.
- Европско првенство до 21 године: 2009.

### Индивидуални
- Награда Фриц Валтер: 2007.